# Gorgony

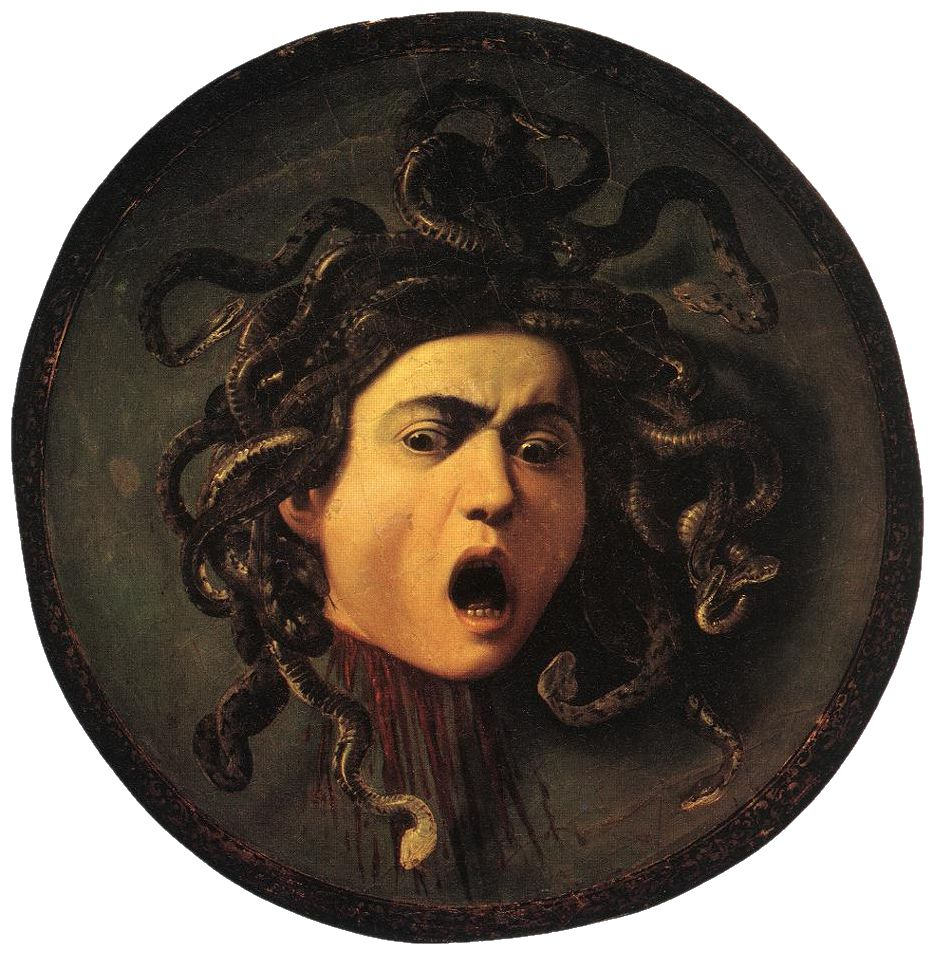
Caravaggio: Hlava Medusy

Gorgony (latinsky Gorgones) jsou v řecké mytologii dcery mořského boha Forkýna a jeho manželky a sestry Kétó.
Jmenují se Sthenó, Euryalé a Medúsa (ta jediná byla smrtelná) a jsou opravdu šeredné. Vypadají obludně: rozšklebená tvář, zvířecí uši, místo zubů kly. Kolem hlavy se místo vlasů kroutí hadi. Mají křídla, kovové pěsti, šupinaté tělo. Při pohledu na kteroukoli z nich člověk zkamení.
Gorgony žijí v nejzápadnějších končinách země, až na březích Ókeanu. Mají také sourozence – tři hašteřivé stařeny Graie a bratra Ládóna, obrovského draka.
Podle pověstí byla alespoň Medúsa (možná ale všechny) spanilé dívky, alespoň o tom vypráví Ovidius ve 4. knize svých Proměn. Byla prý krásná a její vlasy byly nádherné, žádný muž ji nenechal bez povšimnutí. Pak ji ale Poseidón znásilnil ve svatyni bohyně Athény a ta z hněvu a roztrpčení nad tím zneuctěním ze strany Poseidóna proměnila Medúsu v ohyzdnou nestvůru s hady místo vlasů, aby ji uchránila od dalších napadení ze strany mužů neschopných se kontrolovat.
Medúsu zabil Řek Perseus tak, že se vyhnul přímému pohledu na ni, po němž by zkameněl, nastavil totiž svůj lesklý bronzový štít, aby se v něm její obraz odrážel jako v zrcadle, zaútočil na ni z výšky a usekl jí hlavu. Z jejího těla poté vyskočil bájný okřídlený kůň Pégasos a obluda Chrýsáór. Nutno dodat, že by bez pomoci Athény nebyl tak úspěšný, darovala mu štít vyleštěný jako zrcadlo a poslala ho ke Graiím, které žily v severní Africe. Byly to staré čarodějnice, které vlastnily dohromady jenom jedno oko a jeden zub. Když si oko vyměňovaly, Perseus ho uzmul a přinutil je prozradit cestu ke Gorgonám. Potom oko hodil do vody, aby Graie nemohly nikoho varovat. Poté Perseus získal od nymf přílbu, v níž byl neviditelný, okřídlené sandály pro dalekou cestu a také pytel na hlavu Gorgony Medúsy, od boha Herma ještě dostal zakřivený meč. Teprve s touto kouzelnou výbavou se mohl vydat na cestu a úkol úspěšně zvládnout.
Medúsina hlava byla strašnou zbraní, která protivníky proměnila v kámen. Perseus ji použil prý čtyřikrát:
- na titána Atlanta
- na mořskou obludu, jež měla zahubit Andromedu
- na Fínea, odmítnutého ženicha jeho manželky
- proti králi Polydektovi za násilnosti vůči jeho matce.

Potom hlavu mrtvé Medúsy daroval bohyni Athéně, která si ji připevnila na svůj štít. Podobně pak zdobili své štíty i jiní řečtí bohové a hrdinové, aby nahnali strach svým nepřátelům.